# Vajdaság vasúti közlekedése

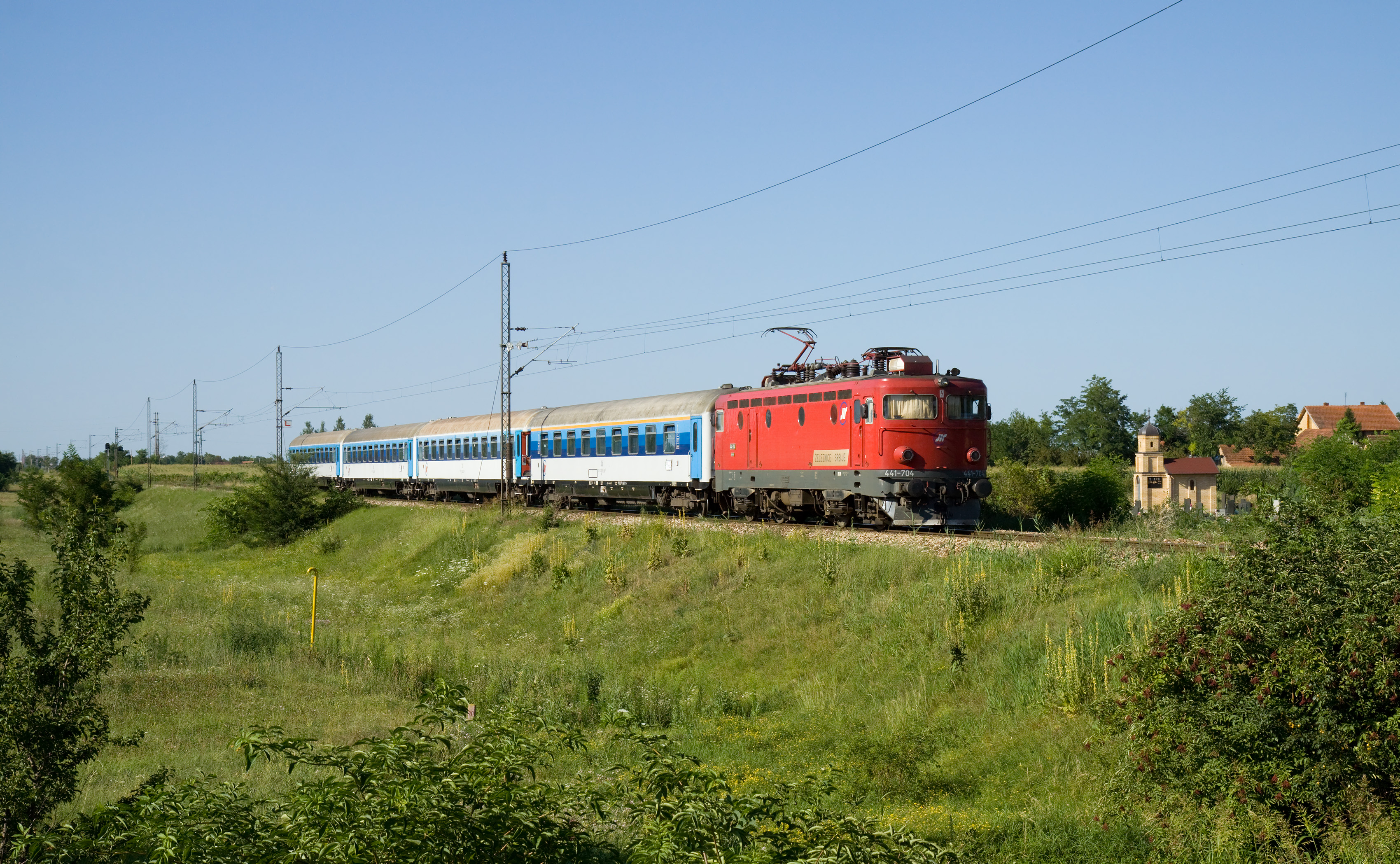
ŽS 441 villamosmozdony személyvonatot
vontatva Újnagyfénynél

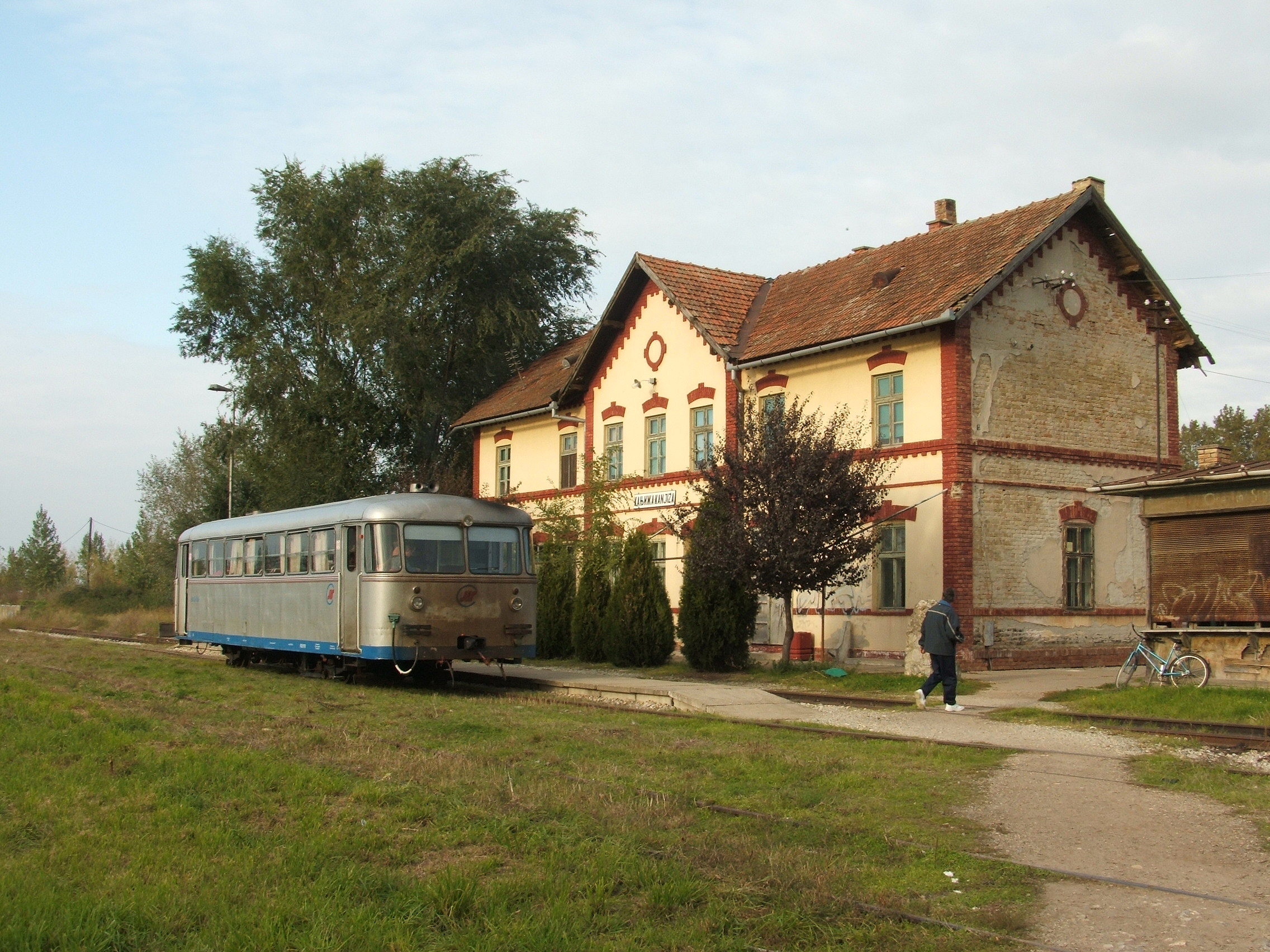
Sinobusz Magyarkanizsa állomáson

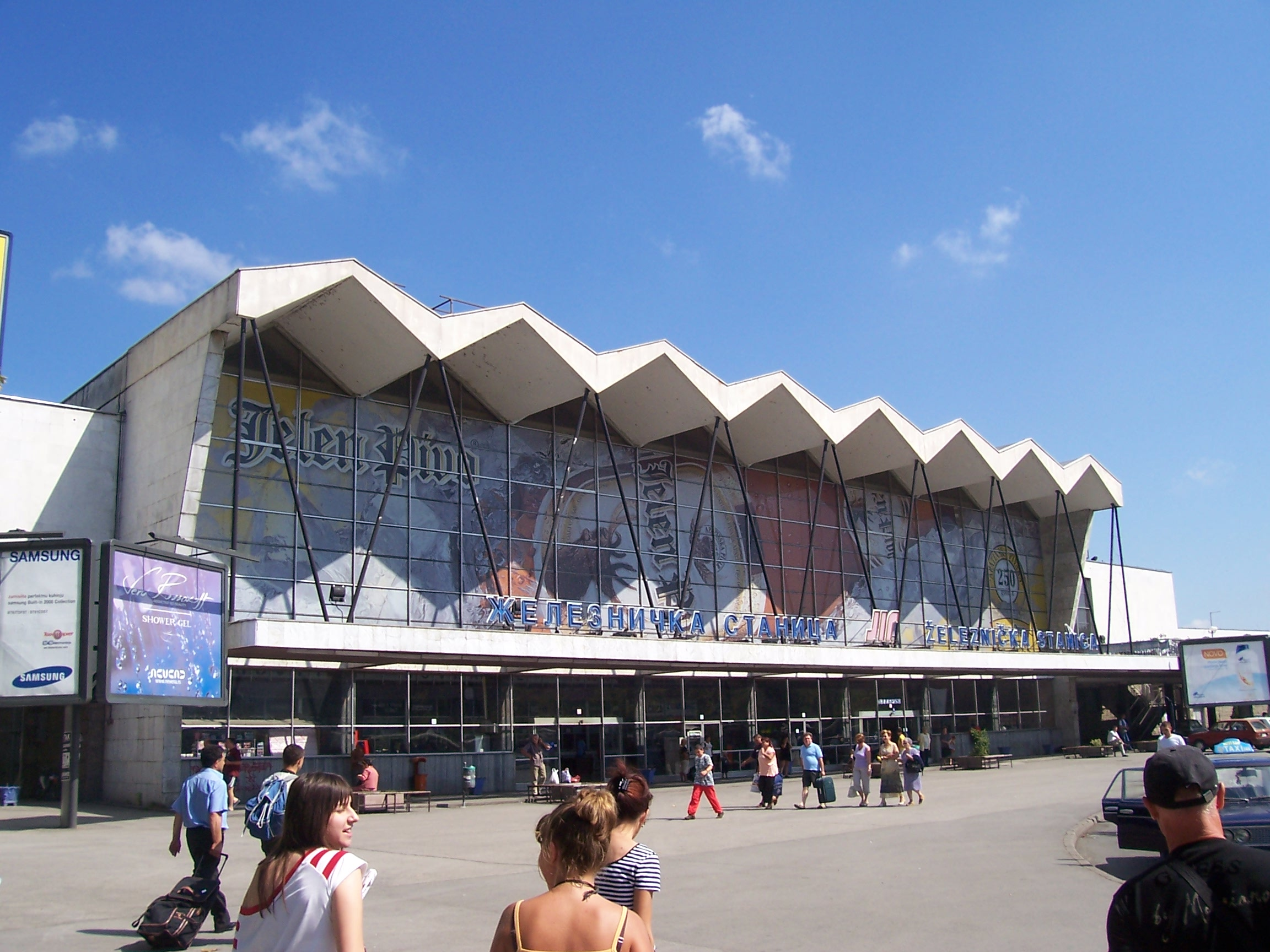
Az újvidéki pályaudvar

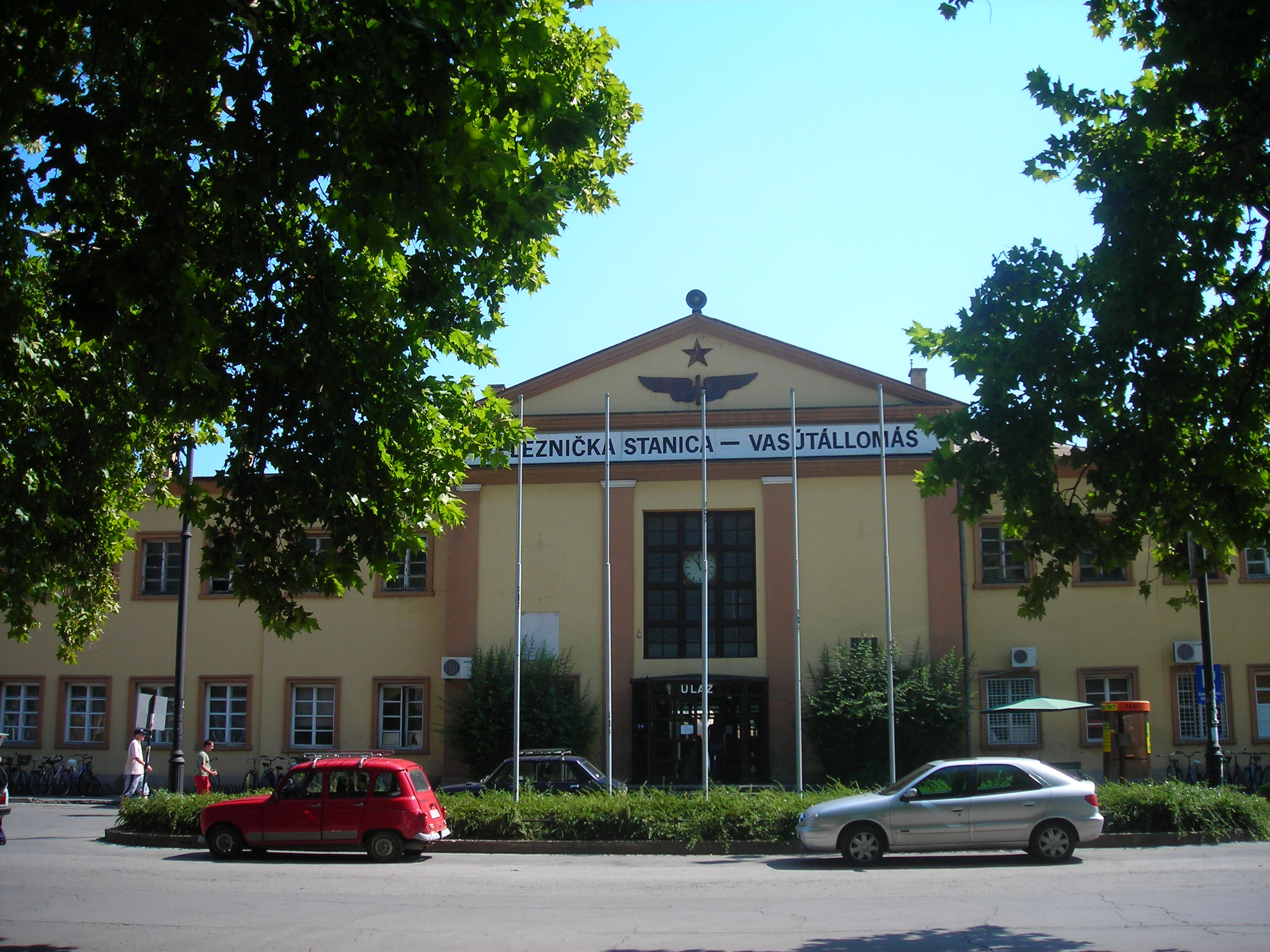
Szabadka pályaudvar

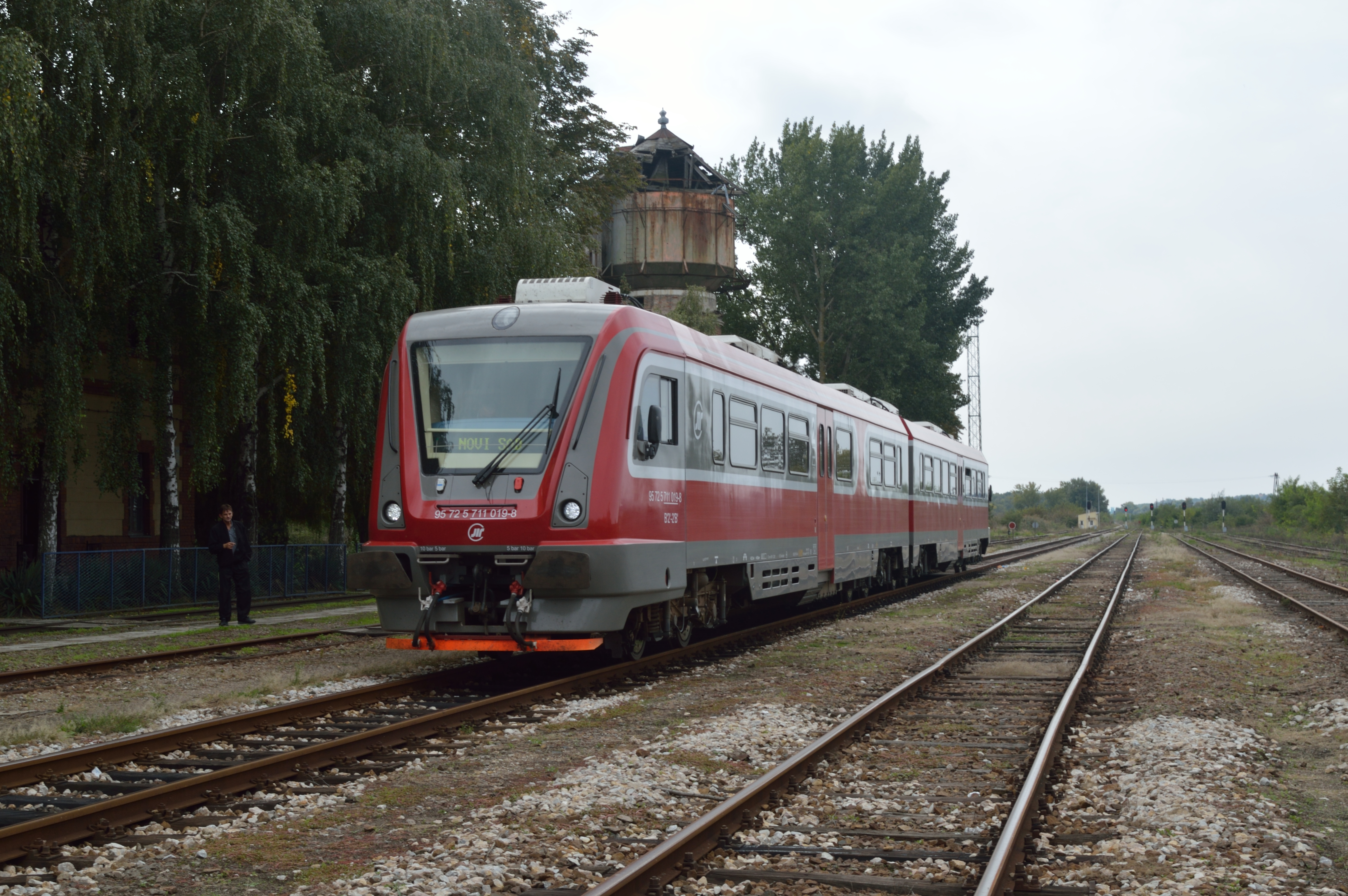
Orosz gyártmányú dízel motorvonat (ŽS 711 sorozat) Gombos állomáson

Vajdaság vasútvonalait a Szerb Államvasutak (szerbül Железнице Србије / Železnice Srbije, ŽS) üzemelteti.
A vasúthálózatot az Osztrák–Magyar Monarchiától örökölték meg. Állaga a második világháborútól a délszláv háborúig folyamatosan leromlott és csak kevés nagyobb felújítás történt. Ma a vasutat európai viszonylatban a leggyengébbek közt tartják számon, mert a személyzet korrupt, a vasútnál nem ritka a 120-130 perces késés. A hálózat elvesztette tranzitforgalmi szerepét az előbb említett okok miatt, ezt ma Magyarországon (Baján és Budapesten) bonyolítják le.

## Vasútvonalak
- 10-es számú Belgrád–Sid-vasútvonal
- 11-es számú Sid–Bijeljina-vasútvonal
- 12-es számú Ruma–Szabács–Zvornik-vasútvonal
- 20-as számú Szabadka–Zombor–Gombos-vasútvonal
- 21-es számú Újvidék–Hódság–Gombos-vasútvonal
- 24-es számú Zombor–Apatin-vasútvonal
- 25-ös számú Zombor–Verbász-vasútvonal
- 30-as számú Belgrád–Újvidék–Szabadka-vasútvonal
- 31-es számú Újvidék–Orlód-vasútvonal
- 33-as számú Szabadka–Karlova-vasútvonal
- 34-es számú Szabadka–Magyarkanizsa-vasútvonal
- 39-es számú Nagykikinda–Zsombolya-vasútvonal
- 40-es számú Nagykikinda–Pancsova-vasútvonal
- 43-as számú Nagybecskerek–Fehértemplom-vasútvonal
- 44-es számú Pancsova–Versec-vasútvonal
- 54-es számú Belgrád–Pancsova-vasútvonal

### Megszűnt vagy szétvágott korábbi vasútvonalak
A vasútvonalaknál előfordulhat, hogy egyeseken nincs személyforgalom, vagy már felszedték de a térképen még jelölik.
- Szabadka–Topolya–Újvidék–Ingyia–Batajnica–(Nándorfehérvár)
- Batajnica–Zimony
- (Röszke)–Horgos–Szabadka
- Szabadka–Bajmok–Zombor
- Szabadka–Zenta–Törökkanizsa–Karlova–Nagykikinda
- Horgos–Magyarkanizsa–Zenta–Ada–Óbecse–Bácsföldvár–Újvidék
- (Kübekháza)–Rábé–Homokrév–Nagykikinda–Bánátnagyfalu–(Zsombolya)
- Nagykikinda–Törökbecse–Nagybecskerek–Torontálszécsány–Versec
- Torontálszécsány–Módos–(Torontálkeresztes)–(Temesvár)
- Torontálszécsány–Árkod–Számos–Antalfalva
- Számos–Ilonc–Alibunár
- (Detta)–Versecvát–Versec–Fehértemplom–Varázsliget
- Versec–(Nagyzsám)–(Gátalja)
- Versec–Alibunár–Kevevára
- Nagybecskerek–Orlód–Antalfalva–Torontálvásárhely–Pancsova
- Nagybecskerek–Orlód–Titel–Tiszakálmánfalva–Káty–Újvidék
- (Nándorfehérvár)–Krnjača-Bárányos–Pancsova–Hertelendyfalva
- Bárányos-Padinska skela-Vrbovski
- Zombor–Regőce
- Zombor–Béreg
- Zombor–Cservenka–Verbász–Szenttamás–Óbecse
- Zombor–Cservenka–Kúla–Torzsa–Szépliget
- Zombor–Bácskertes–Apatin–Szond
- Zombor–Bácsszentiván–Szond–(Erdőd/HR)–Bácsordas–Palánka–Szépliget
- Bácsordas–Hódság–Szépliget–Futak–Újvidék
- Ingyia–Ruma–Szávaszentdemeter–Sid–(Felsőtovarnik)–(Vinkovce)
- Ruma–Rednek
- Ruma–Bolgyán–Nikince–Klenak–(Szabács)

## Lásd még
- Szerbia vasúti közlekedése